# 张六毛死于广州第三看守所事件
张六毛死于广州第三看守所事件是2015年11月4日发生于广东省广州市的一起看守所内被监禁人员非正常死亡事件。
死者张六毛出生于1972年6月20日，中华人民共和国广东省广州市人。2015年9月被以“寻衅滋事罪”抓捕。曾关押于广州天河区看守所，后转至广州第三看守所，11月4日突然在看守所中死亡。截至11月7日，家属仍未获准认领尸体。2017年有報導指当局于1月9日進行火化，而其姐张五洲於1月7日被行政拘留十天，懷疑广州市公安局是为了阻止她前往抗议。其妹广东妇科医生张唯楚，一直为兄长申冤；其被万科汉尔斯医院解雇一事，被認為是遭到公安系统下属的公安局打压，於2018年控告院方无理解雇，要求赔偿及继续聘用。

## 新华社的观点
2015年3月，有网友向警方举报称，有一个网名叫“皓月”的人在多个QQ群发起成立所谓“影子兵团”，扬言要实施破坏行动。广州警方立即展开调查，一个以对现实不满的社会闲散人员为主体、图谋通过暴力恐怖事件制造社会混乱的犯罪团伙就此浮出水面。“皓月”的真实身份就是这个团伙的“司令”项逢选。时年41岁的他曾因盗窃罪被判处5年有期徒刑，出狱后在广州海珠区以经营洗衣店为生。然而，项逢选并不甘心一辈子只当一个洗衣店小老板，他还有更大的“政治抱负”，那就是宣称要通过武装暴动改变现有体制，走所谓“民主宪政之路”，从而去破坏中华人民共和国现行政治体制，颠覆国家政权。2015年8月，广州警方一举出击，将包括项逢选、张六毛在内的7名团伙骨干一举抓获，现场查获6000余册非法出版物以及爆炸物、制爆原材料共计50余公斤。9月30日，公安机关抓获14名该团伙的外围关系人，基本肃清该团伙的潜在危害。广州市天河区看守所门诊部医生曾艳成介绍，2015年8月15日，张六毛在办理入所羁押手续进行例行体检时，自述有鼻咽癌病史，门诊医生便将他带至南方医科大学第三附属医院进行CT检查，经诊断确认其患有鼻咽癌和肝内血管瘤。10月11日中午，张六毛出现流鼻血症状，门诊医生随即将他送至武警广东省总队医院住院检查治疗。11月3日上午开始，张六毛出现了四次流鼻血现象，每次出血量达200毫升。医生对此采取了止血、输血、介入栓塞等治疗。4日零时30分，张六毛抢救无效死亡，死因诊断为鼻咽癌合并大出血。

## 相关
- 躲貓貓 (網路用語)
- 陕西丹凤高中生猝死公安局案
- 邢鲲自缢事件